# Callixena versicolora
Callixena versicolora  là một loài bướm đêm trong họ Noctuidae.